# 周天觀
周天觀（1998年4月7日—），台灣兒童詩作家周大觀弟，反高中課綱微調運動參與者，目前居住於新北市新店區。
新北市私立徐匯高級中學畢業，就讀長庚科技大學護理學系中途休學，目前就讀輔仁大學歷史學系。

## 爭議
2015年，周天觀參與反高中課綱微調運動，與其父母在中華民國教育部發生衝突。2015年8月1日在臉書發文承認行為過當，已向父母道歉，也對造成社會觀感不佳表達歉意；但強調自己是「被洗腦」的最佳例子，他會繼續衝撞體制「反洗腦」，不會改變自己的立場。
2015年8月2日，白色正義社會聯盟發言人陳建華表示，周天觀事件社會觀感不佳，十幾歲的小孩為了課綱動手推父母、朝官員丟擲香蕉皮，人倫核心價值都沒了；周天觀也許曾經支持白色正義，如今白色正義仍然誠摯歡迎周天觀，白色正義對因觀感不佳而利用或切割周天觀的盟友或朋友感到不齒。